# Ez Zauia

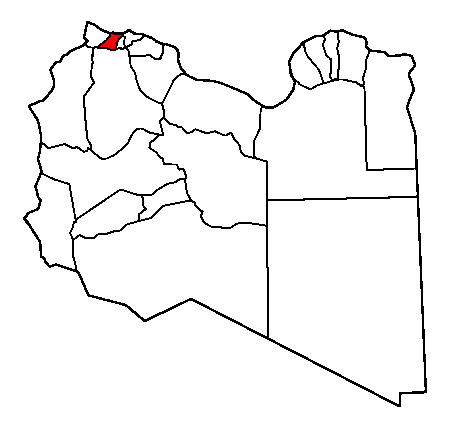
Situació a Líbia d'Az Zawiyah i el seu districte

Az Zawiyah (àrab: الزاوية, az-Zāwiya, oficialment الزاوية الغربية, az-Zāwiya al-Ġarbiyya) és una ciutat del nord-oest de Líbia al litoral del Mediterrani a uns 40 km a l'oest de la capital, Trípoli, dins la regió històrica i administrativa de la Tripolitània, i capital de la municipalitat homònima.

## Nom
El nom oficial de la ciutat en àrab és az-Zàwiya al-Gharbiyya, és a dir la Zàuiya Occidental, per tal de distingir-la de la ciutat d'az-Zàwiya al-Baidà, literalment la Zàuiya Blanca, a la Cirenaica; tanmateix, com que internacionalment aquesta ciutat és més coneguda simplement com a al-Baydà o Beida, la ciutat tripolitana és coneguda simplement com a Az Zawiyah, tot i que també són comunes altres transcripcions com Ez (o Al) Zauia, Zauiya, Zawia o Zavia.

## Població
Segons els censos de 1973 i 1984 tenia uns 100.000 habitants i era, i probablement ho és encara, la cinquena ciutat de Líbia en població, després de Trípoli, Bengasi i Misratah. El 2006, s'estimava que la governació d'Az Zawiyah tenia uns 291.000 habitants.

## Informació general
Compta amb la Universitat del 7 d'abril, fundada el 1888. Hi ha també un camp petrolífer proper i té una de les refineries de petroli més importants de Líbia.

## Guerra Civil Líbia
Durant la revolta del 2011, hi va haver forts combats entre l'oposició líbia i el govern de Gaddafi al voltant d'aquesta ciutat. Gaddafi va descriure els que protestaven com joves que destruïen i sabotejaven perquè estaven drogats i alcoholitzats.